# Marinella Venegoni
Marinella Venegoni (Crescentino, 3 aprile 1947) è una giornalista e critica musicale italiana.

## Biografia
Laureata in Filosofia a Torino, ha lavorato a Stampa Sera per poi passare a La Stampa, dove è stata cronista e inviata di cronaca prima di abbracciare negli Anni 80 il ruolo di critico musicale. Ha condotto alcuni programmi di Radio Rai e coperto giornalisticamente 41 edizioni del Festival di Sanremo (dall'82 al 2023), con partecipazione ai programmi che lievitano intorno alla kermesse, come i Dopofestival.  Ha partecipato come giurata per due anni al reality show musicale "Music Farm" su Raidue nel 2006 e 2007, con la conduzione di Simona Ventura. 
Ha vinto vari premi giornalistici per la sua attività di critico di musica pop e rock, e fatto parte delle giurie per l'assegnazione di altri premi di argomento giornalistico o musicale.  Per essersi distinta nella propria professione le è stato inoltre conferito nel 1997 il Premio Marisa Bellisario. Il 7 giugno 2025 si è aggiudicata il Premio alla Carriera "Corona d'Oro" del Comune di Ferrara, e nell'occasione ha denunciato le difficoltà dei profili femminili nel mondo del giornalismo musicale, "rimasto un fortino per maschi". 
Il 21 giugno 2013, giornata della Musica, l'allora sindaco del Comune di Torino Piero Fassino ha annunciato la sua donazione di circa 27.000 pezzi, fra vinili e Cd , alla Biblioteca Civica Musicale Andrea Della Corte, presso la Villa Tesoriera. La donazione contiene tutti i generi della musica popolare e comprende anche libri e memorabilia.
Nel 2018 ha perso il marito Mimmo Càndito, sposato il primo aprile 1978 a Crescentino (Vercelli). Presiede l'associazione a lui dedicata, che conferisce un premio dedicato alla memoria dell'inviato di guerra e scrittore.